# Valender
Valender is een Duitstalige plaats in de deelgemeente Heppenbach van de gemeente Amel in de Belgische provincie Luik.

## Geschiedenis
Valender werd voor het eerst schriftelijk vermeld in 1455 met de naam Valendorff. In 1711 kwam er een kapel.
In 1920 werd Valender met enkele andere plaatsen bij de gemeente Heppenbach gevoegd en in hetzelfde jaar kwam er ook een school, die echter slechts uit één klaslokaal bestond en begin jaren '80 van de 20e eeuw gesloten werd, waarop het gebouw als gemeenschapshuis werd ingericht.
In 1977 kwam Heppenbach als deelgemeente bij de fusiegemeente Amel.

## Bezienswaardigheden

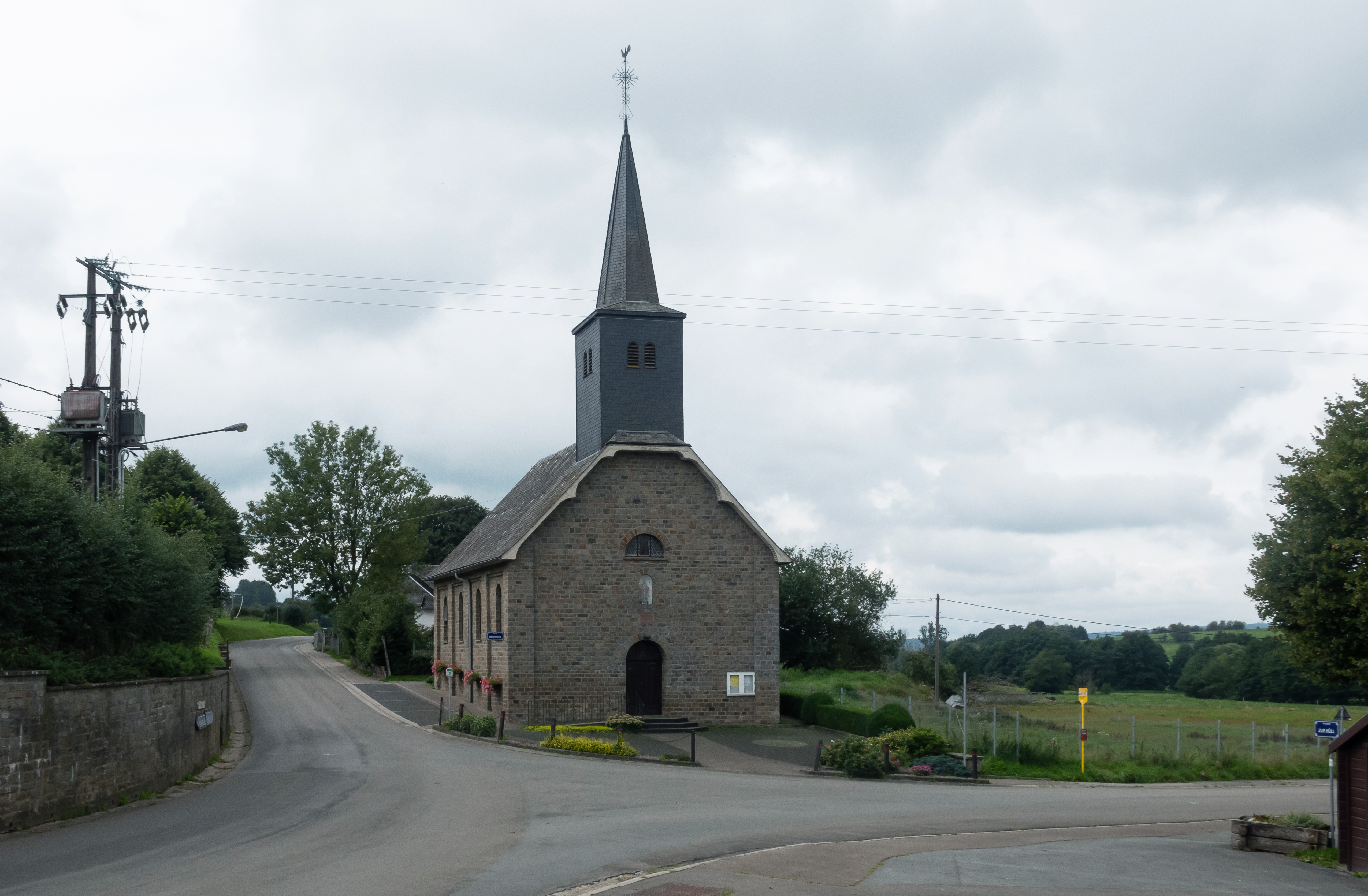
Sint-Lambertuskapel

- Sint-Lambertuskapel

## Nabijgelegen kernen
Mirfeld, Meyerode, Heppenbach
Deelgemeenten: Amel · Heppenbach · Meyerode

Overige kernen: Born · Deidenberg · Eibertingen · Halenfeld · Hepscheid · Herresbach · Iveldingen · Medell · Mirfeld · Möderscheid · Montenau · Schoppen · Valender · Wereth

Belgische gemeenten · Duitstalige Gemeenschap · Arrondissement Verviers · Luik · Wallonië